# Ctiloceras cyclicum
Ctiloceras cyclicum is een slakkensoort uit de familie van de Caecidae. De wetenschappelijke naam van de soort is voor het eerst geldig gepubliceerd in 1886 door Watson.